# Raúl Jalil
Raúl Alejandro Jalil (San Fernando del Valle de Catamarca, 25 de agosto de 1963) es un político, administrador de empresas y economista argentino que se desempeña como gobernador de la provincia de Catamarca desde el 10 de diciembre de 2019. 
Fue diputado provincial de Catamarca y presidente de la Comisión de Hacienda y Finanzas de la Cámara de Diputados (período 2005-2009). Asumió su primer mandato como intendente de San Fernando del Valle de Catamarca en 2011. En 2015 inició su segundo mandato de cuatro años como intendente de la capital de Catamarca.

## Biografía

### Comienzos y vida personal
Jalil nació en el seno de una familia de origen libanés. Es hijo de Evelina Fiani, ama de casa, y José Guido Jalil, exintendente de la ciudad. Realizó sus estudios primarios en la Escuela Normal Fray Mamerto Esquiú y los secundarios en el Colegio Nacional de Catamarca, egresando en el año 1981.
En 1987 inicia las licenciaturas en administración de empresas y economía en la Universidad de Belgrano, en la ciudad de Buenos Aires, obteniendo ambos títulos en 1991. Dos años después realizó un intercambio en la Kyoto University of Foreign Studies en Kioto, Japón, donde completó su formación profundizando sus conocimientos en cultura e idioma japonés.
Está casado con Silvana Ginocchio y tiene dos hijos. Es apasionado del deporte, especialmente pelota paleta y el ciclismo.

## Trayectoria política
Dio sus primeros pasos en política como asesor en el Congreso de la Nación al entonces Senador Luis Barrionuevo entre 1999 y 2001.
A principios de 2003 fundó, junto a otros dirigentes, la línea Renovación y Futuro Peronista con la firme intención de modificar el rumbo de Catamarca. En 2004 esta fuerza política participó de la interna partidaria que lo llevó a ser candidato natural por el Frente para la Victoria.
En 2005 asumió como diputado provincial. En sus cuatro años de gestión presentó más de cincuenta proyectos, algunos de ellos como coautor junto a legisladores de otras fuerzas.
A lo largo de su gestión legislativa, formó parte de diversas comisiones como las de Minería, Cultura y Educación, Asuntos Constitucionales y Hacienda y Finanzas. Presidió esta última comisión durante los períodos de sesiones de 2008 y 2009 generando proyectos relacionados con su especialidad en economía, administración y respecto a una eficaz utilización de los fondos del Estado.

### Intendente de San Fernando del Valle de Catamarca

#### Primera gestión (2011-2015)
En el año 2011 resultó elegido Intendente de la Municipalidad de San Fernando del Valle de Catamarca por el Frente para la Victoria, asumiendo el 9 de diciembre del 2011.
Su gestión al mando de la comuna capitalina se caracteriza por la modernización del sistema administrativo municipal para reforzar los servicios, tradicionales y nuevos, necesarios para una ciudad en crecimiento.
Durante su gestión, se realizaron obras para la cultura y la planificación de la ciudad, como la remodelación integral del casco céntrico y la Plaza 25 de Mayo, urbanización del Acceso sur, ejecución del Museo de la Ciudad–Casa Caravati, entre otras.
Se creó la Guardia Urbana Municipal, un cuerpo de agentes públicos capacitados para el ejercicio del Poder de Policía Municipal.
Inició el “Programa Integral de Prevención, Asistencia y Rehabilitación del Consumo problemático de sustancias legales e ilegales”, para abordar la problemática y promover la inserción socio – laboral de personas afectadas, y creó el primer Centro Municipal Terapéutico Integral para el tratamiento de adicciones en La Sala, localidad de Valle Viejo.
Creó también la Caja de Crédito Municipal, que otorga asistencia financiera a trabajadores, jubilados, empleados, funcionarios, pensionados y otros agentes de la Municipalidad de San Fernando del Valle de Catamarca y del Honorable Concejo Deliberante, a través de créditos flexibles. Facilita el acceso a la vivienda propia, promoción del autoempleo y el desarrollo de microemprendimientos de pequeñas y medianas empresas.

#### Segunda gestión (2015-2019)
En el año 2015 es reelecto como Intendente de la ciudad (asumiendo en diciembre de ese año), y anunció que su gestión reforzaría las áreas de modernización, con la creación de la Secretaría de Planeamiento y Modernización, con especialistas en la temática.
Además, en su plataforma de campaña incluyó al Gobierno Abierto (con procesos de audiencias públicas participativas, relevamiento y contemplación de la opinión ciudadana en medios digitales como las redes sociales) y Medio Ambiente con la creación Secretaría de Ambiente y Espacios Públicos.
Uno de los puntos culminantes de la gestión municipal de Raúl Jalil fue la recuperación histórico cultural del paseo General Navarro “La Alameda” Archivado el 23 de enero de 2021 en Wayback Machine.. Del mismo modo se destaca en esta temática ambiental la recuperación de la Planta de Tratamiento y la adquisición de la Cinta Clasificadora de Residuos.  
Por otro lado, Jalil decidió avanzar con la creación  de playones deportivos públicos y la realización del Rally Cross. Su objetivo fue mostrar a la capital como un destino óptimo para la realización de acontecimientos de envergadura nacional e internacional y promover el turismo. Por otra parte, se dio la continuidad de la Maratón Catamarca Ciudad (iniciada durante su primera gestión), apoyo a clubes para mejoras en sus sedes, y el fomento del deporte social en sus distintas disciplinas, entre las que cabe destacar la creación de una escuela municipal de boxeo.
Se crearon centros vecinalese instituciones intermedias que recibieron apoyode la comuna para obras en sus barrios, como por ejemplo la reparación de veredas, construcción y mejora de sus sedes. 
En esta etapa de la gestión, Jalil decidió avanzar con la promoción de la transparencia de las finanzas públicas, con la publicación mensual en medios públicos (impresos y digitales), medios de comunicación masiva y redes sociales de los gastos del erario público. En 2016 lanzó una campaña con la posibilidad de que el vecino pueda comprobar y contrastar el discurso público, por medio de la evaluación del cumplimiento o no de los compromisos asumidos por la intendencia. 
En cuanto a obras y servicios públicos, se planteó un plan de 4000 nuevas cuadras pavimentadas y repavimentadas hasta mayo de 2018, también un plan de desagües con un sistema de más de 6000 m en avenida Latzina  y se ejecutó la reconversión de alumbrado público a LED en plazas y distintos barrios. La contemplación de obras de gas, agua y cloacas también comenzó durante esta segunda gestión.
Por otro lado, el área de Cultura avanzó con el fomento de las propuestas que se realizan en los espacios municipales como Museo Caravatti, Museo Adán Quiroga, Teatro Urbano Girardi, Casa de la Puna, entre otros. 
En cuanto a seguridad y bienestar, creó el “Polo de Turístico Alto Fariñango”, por el cual las discotecas de la ciudad se alejaron de las zonas urbanizada, y también se llevó a cabo la ampliación del sistema de vigilancia, gracias la incorporación de cámaras en la vía pública.
En esta misma línea, la gestión municipal decidió fortalecer las áreas tecnología de la Información y comunicación, con la propuesta de que todo ciudadano y visitante pueda descargar las dos aplicaciones para celulares (APP) municipales: “Catamarca Ciudad” y “Ciudad Activa” como el reajuste y mejora de la web municipal. En materia de Salud, el intendente Jalil ejecutó un plan de higiene pública y avanzó con la mejora y optimización de la cobertura de servicios en las Unidades de Atención Periférica.
En materia financiera, la gestión municipal llevó a cabo una reforma del sistema tributario para establecer facilidades para el pago de contribuciones, con planes de regularizaciones de deudas municipales y definir la quita de impuestos a contribuyentes para beneficiar e impulsar la actividad económica de la ciudad, como bares, hoteles, industrias, tasas a la introducción de alimentos, a la propaganda y espectáculos públicos, a sorteos públicos, a carros en la vía pública, vendedores ocasionales y quioscos saludables en las escuelas.
Finalmente, en materia educativa, se amplió la oferta del Nivel Inicial del Sistema Educativo Municipal con la incorporación de salas de tres años en Educación Formal, además de la vigencia de las becas de inglés con la Universidad Nacional de Catamarca (UNCa.) a las cuales se sumaron becas de informática, a través de convenio con el Instituto Argentino de Computación (IAC) y becas de estudios Superiores Técnicos.  
Cabe destacar durante esta etapa de gestión, la construcción y puesta en funcionamiento del nuevo Mercado de Abasto y la puesta en valor del Parque Adán Quiroga, otro pulmón verde de la ciudad.

### Gobernador de Catamarca (2019-presente)
Tras ganar las elecciones generales por más de 27 puntos porcentuales, Raúl Jalil asumió su mandato como gobernador de la provincia de Catamarca con el objetivo de dar continuidad a las políticas públicas de la exgobernadora Lucía Corpacci. 
Si bien inició las primeras gestiones en Medio Oriente para colocar productos catamarqueños en los mercados asiáticos, la irrupción de la pandemia de COVID-19 modificó parcialmente la planificación de gobierno para los cuatro primeros años de gobernación. 
Ante la declaración general de pandemia y el inicio de la cuarentena obligatoria en la República Argentina, Catamarca avanzó con medidas sanitarias para menguar el ritmo de la proliferación de contagios que se registró en otras partes del mundo.
Una de las medidas más controvertidas fue la disposición por decreto del uso obligatorio de barbijos o tapabocas. Esta decisión tomada por el gobernador Jalil fue ampliamente polemizada por distintos sectores y otros jefes de Estado locales ya que, según argumentaron, la OMS no recomendaba el uso de barbijos para contener los contagios de COVID-19. 
Finalmente, se comprobó que el uso de barbijos efectivamente permitía disminuir la tasa de contagios y posteriormente otras provincias adhirieron a su uso, hasta que finalmente el Gobierno argentino decidió emitir una recomendación similar para toda la población. La medida fue adoptada posteriormente en forma obligatoria en otros países. 
Catamarca además fue una de las primeras provincias en cerrar los pasos fronterizos y los límites interprovinciales para implementar controles sanitarios en el marco de la pandemia con el objetivo de ganar tiempo para preparar el sistema de salud local. 
Uno de los ejes de esa preparación fue la construcción del nuevo Hospital Monovalente Respiratorio “Carlos Malbrán”. Este hospital se construyó sobre la base edilicia del ex CIIC (Centro de Integración e Identidad Ciudadana), dada su ubicación estratégica en el ejido urbano de San Fernando del Valle de Catamarca y la conexión con el resto de los departamentos de mayor aglomeración del Valle Central.
La construcción del hospital demandó una inversión de 300 millones de pesos. El trabajo demandó 40 días desde el momento en que se tomó la decisión de utilizar el CIIC para levantar un centro monovalente y que hasta ese momento era utilizado como espacio de recreación para niños del nivel primario y adultos mayores.
El hospital cuenta con 33 camas de terapia intensiva, cada una con un respirador, 34 camas de terapia intermedia y 75 camas para atender potenciales casos leves o moderados de COVID-19.
En simultáneo, la política de gobierno se enfocó en el mejoramiento de los hospitales del interior de la provincia de Catamarca para adecuar el sistema de salud ante la eventual aparición de casos de COVID-19. 
Esto último sucedió 105 días después del inicio de la cuarentena obligatoria decretada por la presidencia de la Nación, siendo Catamarca la última provincia en registrar casos de COVID-19 en toda la República Argentina.
En 2024, la provincia adhirió al Régimen de Incentivo de Grandes Inversiones (RIGI) aprobado en la Ley de Bases y Puntos de Partida para la Libertad de los Argentinos.
En 2025, presenta la creación de la Unidad de Asuntos Estratégicos y Reforma del Estado con objetivo de optimizar la gestión pública y reducir el gasto.
Además hoy está relacionado al tráfico de fentanilo ilegal, sustancia ligada al tráfico de drogas. https://www.youtube.com/watch?v=QrvtavIzaNE 